# Dicranococcus montanus
Dicranococcus montanus  (лат.) — вид мирмекофильных насекомых-кокцид рода Dicranococcus из семейства мучнистые червецы (Pseudococcidae).

## Распространение
Юго-Восточная Азия: Индонезия (Ява).

## Описание
Микроскопического размера мучнистые червецы (длина 1-2 мм)

Питаются соками растений.
Среди муравьёв симбионтов представители рода Dolichoderus: Dolichoderus gibbifer Emery.
Вид был впервые описан в 1954 году энтомологом А. Рейни (Reyne, A.).